# PILRB
PILRB (англ. Paired immunoglobin-like type 2 receptor beta) – білок, який кодується однойменним геном, розташованим у людей на короткому плечі 7-ї хромосоми. Довжина поліпептидного ланцюга білка становить 227 амінокислот, а молекулярна маса — 25 542.
| 10         |  | 20         |  | 30         |  | 40         |  | 50         |
| ---------- |  | ---------- |  | ---------- |  | ---------- |  | ---------- |
| MGRPLLLPLL |  | LLLQPPAFLQ |  | PGGSTGSGPS |  | YLYGVTQPKH |  | LSASMGGSVE |
| IPFSFYYPWE |  | LAIVPNVRIS |  | WRRGHFHGQS |  | FYSTRPPSIH |  | KDYVNRLFLN |
| WTEGQESGFL |  | RISNLRKEDQ |  | SVYFCRVELD |  | TRRSGRQQLQ |  | SIKGTKLTIT |
| QAVTTTTTWR |  | PSSTTTIAGL |  | RVTESKGHSE |  | SWHLSLDTAI |  | RVALAVAVLK |
| TVILGLLCLL |  | LLWWRRRKGS |  | RAPSSDF    |  |            |  |            |

A: Аланін

C: Цистеїн

D: Аспарагінова кислота

E: Глутамінова кислота

F: Фенілаланін

G: Гліцин

H: Гістидин

I: Ізолейцин

K: Лізин

L: Лейцин

M: Метіонін

N: Аспарагін

P: Пролін

Q: Глутамін

R: Аргінін

S: Серин

T: Треонін

V: Валін

W: Триптофан

Кодований геном білок за функцією належить до рецепторів. 
Задіяний у такому біологічному процесі, як альтернативний сплайсинг. 
Локалізований у мембрані.